# Квака
Ква́ка (рос. Квака) — присілок у складі Увинському районі Удмуртії, Росія.

## Населення
Населення — 3 особи (2010; 3 в 2002).
Національний склад станом на 2002 рік:
- росіяни — 100 %

## Історія
Присілок створено у 1920-ті роки як пункт для обслуговування залізниці. 2001 року встановлено обеліск загиблим землякам.

## Урбаноніми[3]
- вулиці — Садова